# 1943年8月15日月食
1943年8月15日月食为一次在协调世界时1943年8月15日出現的月偏食。該次月食半影食分為1.840、全影食分為0.876。偏食維持了90分。

## 概述
這次月食的食分是21.64，偏食維持了90分。

## 基本參數
- 類型：月偏食
- 食甚資料：
  - 日期：1943年8月15日
  - 時間：19:28
  - 月球位置：赤經21.64度、赤緯-14.7度
  - 食分：半影食分：1.840、全影食分：0.876
  - 持續時間：偏食90分

## 外部連結
- NASA月食專頁（页面存档备份，存于）（英文）